# Sé (Lissabon)
Sé is een voormalige freguesia (plaats) in de Portugese gemeente Lissabon. Het maakt deel uit van de freguesia Santa Maria Maior en telt 910 inwoners (2011).

## Bezienswaardigheid
Sé telt een groot aantal historische monumenten, waaronder de Kathedraal van Lissabon (Sé de Lisboa).

## Straten
| - Arco da Conceição - Arco das Portas do Mar - Arco de Jesus - Arco Escuro - Beco da Caridade - Beco do Arco Escuro - Beco do Marquês de Angeja - Beco do Quebra Costas - Beco dos Armazéns do Linho - Beco dos Cativos - Calçada do Correio Velho - Campo das Cebolas - Cruzes da Sé - Escadinhas das Portas do Mar | - Largo da Sé - Largo de Santo António da Sé - Largo de São Martinho - Largo de São Rafael - Largo do Marquês do Lavradio - Largo Júlio Pereira - Largo Terreiro do Trigo - Pátio Afonso de Albuquerque - Rua Afonso de Albuquerque - Rua da Alfândega - Rua da Judiaria - Rua da Padaria - Rua da Saudade - Rua das Canastras | - Rua das Pedras Negras - Rua de Augusto Rosa - Rua de São João da Praça - Rua de São Mamede - Rua do Barão - Rua do Cais de Santarém - Rua dos Bacalhoeiros - Travessa das Merceeiras - Travessa de Santo António da Sé - Travessa de São João da Praça - Travessa do Almargem - Travessa do Chafariz de El-Rei - Travessa dos Machados |

Ajuda · 
Alcântara · 
Alvalade (Alvalade · Campo Grande · São João de Brito) · 
Areeiro (Alto do Pina · São João de Deus) · 
Arroios (Anjos · Pena · São Jorge de Arroios) · 
Avenidas Novas (Nossa Senhora de Fátima · São Sebastião da Pedreira) · 
Beato · 
Belém (Santa Maria de Belém · São Francisco Xavier) · 
Benfica · 
Campo de Ourique (Santa Isabel · Santo Condestável) · 
Campolide · 
Carnide · 
Estrela (Lapa · Prazeres · Santos-o-Velho) · 
Lumiar · 
Marvila · 
Misericórdia (Encarnação · Mercês · Santa Catarina · São Paulo) · 
Olivais · 
Parque das Nações · 
Penha de França (Penha de França · São João) · 
Santa Clara (Ameixoeira · Charneca) · 
Santa Maria Maior (Castelo · Madalena · Mártires · Sacramento · Santa Justa · Santiago · Santo Estêvão · São Cristóvão e São Lourenço · São Miguel · São Nicolau · Sé · Socorro) · 
Santo António (Coração de Jesus · São José · São Mamede) · 
São Domingos de Benfica · 
São Vicente (Graça · Santa Engrácia · São Vicente de Fora)